# Medetera zinovjevi
Medetera zinovjevi är en tvåvingeart som beskrevs av Negrobov 1967. Medetera zinovjevi ingår i släktet Medetera och familjen styltflugor. Arten är reproducerande i Sverige. Inga underarter finns listade i Catalogue of Life.